# ロザミア・バダム
ロザミア・バダム（小説版および劇場版ではロザミア・バタム）は、アニメ『機動戦士Ζガンダム』に登場する架空の人物。ティターンズの女性モビルスーツパイロット。年齢は17歳で、階級は中尉。愛称はロザミィ。担当声優は藤井佳代子（テレビ版）、浅川悠（劇場版）。

## 劇中での活躍
地球連邦軍のオーガスタ研究所で調整を受けた強化人間。精神調整に合わせて肉体も強化されている点は他の強化人間と同様であるが、ロザミアの場合は一年戦争時のコロニー落としが精神に大きな傷を残しており、ティターンズはそこを利用してエゥーゴを敵と思わせるようローレン・ナカモトに精神操作させた。エゥーゴとの初戦ではギャプランを駆り、連邦軍のブラン・ブルタークとともにカミーユ・ビダンらを手こずらせるものの、慣れぬまま機体が大破したため、脱出している。
かなり能力の高い強化人間ではあったが、精神の崩壊が進んでおり、均衡を保つために家族に関する虚偽の記憶を植えつけるなどの処置が取られていた。また、これを逆に利用してカミーユを兄と思い込ませるよう暗示をかけ、アーガマへの潜入任務をさせられたこともあり、己を「ロザミィ」と呼ばせて偽りの兄カミーユに甘えた。この際、カミーユと共にいたファ・ユイリィに対しても「お兄ちゃんの恋人には貴女のような人が良いと思っていた」と機嫌を取っている。シンタとクムより子供っぽい振る舞いをしており、2人にとっては良い遊び相手だった。
ティターンズによるサイド2・21番地への毒ガス作戦をめぐる戦闘中、無断でネモに搭乗してアーガマを離れる。その後、アクシズ宙域で再びカミーユたちの前に現れたときには、すでに昔のロザミアではなくなっていた。ゲーツ・キャパに精神を操られ、サイコ・ガンダムMk-IIでアーガマを攻撃する。この際、アクシズ内を探索していたファは、商業地区のショールーム内にロザミアが持ち歩いていた家族写真がフォトスタンドのサンプルとして飾られているのを発見している。最期は、無念の思いのカミーユにサイコ・ガンダムMk-IIのコクピットをビーム・ライフルで直撃され、実在しない兄の名を呼びながら宇宙に散った。最終回では、カミーユとパプテマス・シロッコの最終決戦時に霊体となってカミーユに協力し、立ちはだかるサラ・ザビアロフを叱った。
小説版では、グリプス2宙域における最終決戦でエゥーゴがコロニーレーザーを発射した後にカミーユと邂逅し、彼を逃がすためにゲーツのバウンド・ドックと相打ちになっている。
劇場版では、ギャプランから脱出した後のエピソードはカットされているため、死亡したかについても不明だが、最終決戦時にはテレビ版と同様に登場している（ただし、カミーユのかたわらに寄り添うシーンはカット）。精神を操作されてエゥーゴへ潜入するなどのエピソードもカットされているため、カミーユにとってはただ一度交戦した敵にすぎなくなっている。
ティターンズ士官としての軍服は、オーガスタ研の独自仕様で、ピンクの地で首にスカーフをあしらったもの。ノーマルスーツは、初登場時はブランやベン・ウッダーと同じくオーガスタ研の独自仕様のものであったが、再登場後はラインがローズピンクとなった以外は一般的なティターンズ仕様のものを着用している。
『機動戦士ガンダムΖΖ』第33話では、キリマンジャロ基地から発進した大型シャトルに乗せたネオ・ジオン軍に回収され修復されたサイコ・ガンダムMk-IIの登場シーンでハマーン・カーンが手にしている資料に、ロザミアの顔写真がクリップ止めされている。第36話ではサンドラ後部に係留してるサイコ・ガンダムMk-IIに強化人間プルツーが搭乗する（この時、初めてモビルフォートレス形態が登場する）。本機には前パイロットのロザミアの癖が残っており、それに対してプルツーは不快感を示すものの、これを一蹴しロザミア以上に本機の能力を存分に引き出した。

## 他作品での登場
短編漫画「SAYONALA」
北爪宏幸作で、『Ζガンダムエース No.002』に掲載。
宇宙世紀0084年頃に北米インディアナ州のニュータイプ (NT) 研究所本部において、適性実験を受ける。戦災による情緒不安定の症状が酷く、担当指導員のマコト・イッシキが懲戒行為にあたる検体との個人的交渉を一時的におこなうことで、実験の促進に成功する。しかし、両者の間で恋愛感情が芽生えたことがバスク・オムら上層部に発覚したため、ロザミア自身が彼をかばって関係を否定し、事態は終息する。のちにパイロット適性を認められ、オーガスタ研へ移送される。
ゲーム内イベント「0086 ペッシェ・モンターニュ ～水の星にくちづけをI～」
スマートフォンゲームアプリ『機動戦士ガンダム U.C. ENGAGE』のイベント。声優は劇場版と同じく浅川が担当。
クレジットは「ロザミィ」となっており、ほかの登場キャラクターからもそう呼ばれる。MSに搭乗したあとはいつも空が落ちてくる夢を見るため拒否し、何度もオーガスタ研を抜け出して市街へ行っては連れ戻されている。普段は明るい性格で、幼さが残る言動をとる（テレビ版『Ζ』後半で「ロザミィ」を名乗っているときに近い）。教導役となったペッシェを姉のように慕い、彼女と一緒ならと複座式のギャプラン・トレーナーに搭乗し、バーク隊と模擬戦をおこなう。出撃前にペッシェは自分の心の中には「兄のような存在」「宿命の人」がいるから怖くないと語り、その存在をうらやむ。
しかし、肉体強化は高い水準で成功しているものの、精神的な不安定さにより成績が上がらないため、研究所内で再強化の案がもち上がる。拒絶するペッシェは所員のナナイ・ミゲルの提案による、強化しない一般兵でもNTと同等の戦力を発揮できるインコム完成のためのサイコミュのデータ収集に協力することでロザミィの再強化を回避しようとする。しかしペッシェの思いとは裏腹に、サイコミュによる負担に苦しむペッシェを見かねたロザミィは、データ収集に協力するためにみずからナナイに再強化を申し出、人格の再形成がほどされる。「ロザミア・バダム」を名乗り、高慢で好戦的な性格となり（『Ζ』初登場時と同様）、ペッシェのことも覚えておらず、ギャプランに搭乗して最終トライアルをおこなうエンゲージゼロ・インコム搭載型と成層圏で模擬戦をおこなう。
ゲーム内イベント「0087 ペッシェ・モンターニュ ～水の星にくちづけをII～」
テレビ版『Ζ』と同じくサイコ・ガンダムMk-IIのパイロットとなっているが、テスト中のドゴス・ギアに、アクシズへの亡命を画策するナナイとペッシェが着任。レコア襲撃の混乱に乗じてペッシェがサイコ・ガンダムに接触を図るが、ロザミィは一瞬だけペッシェを認識するものの錯乱してしまい、エンゲージゼロを一時的に行動不能にし、その間にΖガンダムに狙撃される。激昂してΖを攻撃するペッシェの前に思念体となったロザミィが現れ、Ζのパイロット（カミーユ）が自分の「お兄ちゃん」「宿命の人」であり、このような結果となったのは自分が望んだことだと説得する。
ゲーム内イベント「アムロシャアモード」
上記同様『U.C. ENGAGE』のイベント。テレビ版とも劇場版とも異なるストーリー展開でキリマンジャロ攻略戦が描かれており、フォウ・ムラサメに替わってサイコ・ガンダムに搭乗する。ゲーツのバイアランを援護する形で地下から現れ、クワトロ・バジーナのディジェおよびアムロ・レイのリック・ディアスと交戦する。ジャミトフ・ハイマン座乗のシャトル護衛の命令には頭痛を覚え拒否反応を示すが、ゲーツの呼びかけには素直に従う。

## 搭乗機体
- ORX-005 ギャプラン・トレーナー (U.C. ENGAGE)
- ORX-005 ギャプラン
- NRX-055 バウンド・ドック（テレビ版）
- MRX-009 サイコ・ガンダム（U.C. ENGAGE）
- MRX-010 サイコ・ガンダムMk-II（テレビ版、U.C. ENGAGE）

## 搭乗艦
- スードリ
- ドゴス・ギア (テレビ版)